# 牛膝鳳爪韓国棋院選手権戦
牛膝鳳爪韓国棋院選手権戦（ごしつほうそう かんこくきいんせんしゅけんせん、우슬봉조 한국기원 선수권전）は、韓国の囲碁の棋戦。2021年に開始。「牛膝鳳爪」は後援のインフォベル社の、漢方薬「牛膝（イノコヅチ）」と「鳳爪（鶏の足）」から作られる伝統食品商品のこと。第2回は5六七関節タイミング韓国棋院選手権戦（5육七 관절타이밍 한국기원 선수권전）として実施。「5六七関節タイミング」もインフォベル社の健康食品名。
- 主催 韓国棋院
- 後援 インフォベル
- 優勝賞金 5000万ウォン

## 方式
- 持時間は各90分、40秒の秒読み5回。第2回は1分の秒読み3回。

## 過去の優勝者と決勝戦
- 第1回 2022年 朴廷桓 3-0 李東勲
- 第2回 2024年 朴廷桓 3-2 偰玹準

## 各回の結果

### 第1回
出場者は、ランキング上位2名と、予選を勝ち抜いた10名の計12名。牛膝リーグと鳳爪リーグに分かれてリーグ戦を行い、各リーグの優勝者同士で決勝五番勝負を行う。2位以下の選手も同順位同士で最終順位決定戦を行う。
リーグ戦（2021年8月7日-2022年1月23日）
- A組

- B組

順位決定戦（2022年2月5日-3月8日）
- 決勝戦 朴廷桓 3-0 李東勲
- 3-4位戦 元晟溱 - 申眞諝
- 5-6位戦 金志錫 - 韓昇周
- 7-8位戦 申旻埈 - 李昌錫
- 9-10位戦 姜昇旼 - 卞相壹
- 11-12位戦 姜東潤 - 崔精

### 第2回
本戦出場者16名による2敗者失格方式トーナメント。2023年5月20日-2024年3月6に実施。
- 準決勝 朴廷桓 - 宋知勲、偰玹準 - 姜東潤
  - 勝者戦 偰玹準 - 朴廷桓
  - 敗者戦 姜東潤 - 宋知勲
  - 敗者復活戦 朴廷桓 - 姜東潤
- 決勝戦 朴廷桓 3-2 偰玹準